# Маргарита Бургундська (герцогиня Гієнська)
Маргарита Бургундська (фр. Marguerite de Bourgogne; 1393  —1442) — дофіна та герцогиня Гієнська у 1404—1442 роках. Відома також як Маргарита Неверська.

## Життєпис
Походила з роду Валуа-Бургон. Старша донька Жана I, графа Невера, та Маргарити Баварської. Народилася у 1393 році. 1394 року відбулися заручини Маргарити та французького дофіна Карла, які влаштував її дід Філіпп II, герцог Бургундії.
У 1396 року перебралася до Парижа, де отримала титул мадам дофіна. Проте після раптової смерті нареченого Карла у 1401 році весілля не відбулося. Разом з тим Маргарита залишилася жити при королівському дворі.
У 1403 році було домовлено про шлюб Маргарити з іншим королівським сином Людовиком, який у 1401 році став новим дофіном та герцогом Гієнським. Шлюб відбувся у 1404 році, Маргарита отримала титули дофіни та герцогині. Водночас її брат Філіпп одружився з сестрою її чоловіка — Мішель Французькою.
Втім у 1410—1415 роках Маргариту намагався використовувати батько Жан, що став на той час новим герцогом Бургундії, розраховуючи, що донька впливатиме на чоловіка, оскільки на той час Людовик був головою королівської ради на час чергового приступу безумства короля Карла VI.
У 1415 році чоловік помер. Невдовзі Маргарита перебралася до Діжона, де мешкала разом з іншими родичами. Втім з дозволу короля продовжувала використовувати титул герцогині Гієнської. У 1419 році було вбито її батька. Новим герцогом став брат Маргарити — Філіпп III, який взяв курс на союз з Англією.
У 1423 року відбулися заручини з Артуром, графом Річмондом, молодшим братом герцога Бретонського. 10 жовтня було відсвятковано весілля. Значну частину життя Маргарита присвячувала піклуванню за двором та маєтностями свого чоловіка. У 1436 році разом з чоловіком перебралася до Парижа. Померла тут у 1442 році.